# Comuna Râciu, Mureș
Râciu (în maghiară Mezőrücs) este o comună în județul Mureș, Transilvania, România, formată din satele Căciulata, Coasta Mare, Cotorinau, Curețe, Hagău, Leniș, Nima Râciului, Obârșie, Pârâu Crucii, Râciu (reședința), Sânmărtinu de Câmpie, Ulieș, Valea Sânmărtinului, Valea Seacă și Valea Ulieșului.

## Demografie
Componența etnică a comunei Râciu
     Români (79,36%)
     Romi (5,81%)
     Maghiari (1,4%)
     Alte etnii (0,09%)
     Necunoscută (13,35%)
Componența confesională a comunei Râciu
     Ortodocși (77,11%)
     Greco-catolici (4,17%)
     Reformați (1,73%)
     Penticostali (1,49%)
     Alte religii (1,85%)
     Necunoscută (13,65%)
Conform recensământului efectuat în 2021, populația comunei Râciu se ridică la 3.289 de locuitori, în scădere față de recensământul anterior din 2011, când fuseseră înregistrați 3.748 de locuitori. Majoritatea locuitorilor sunt români (79,36%), cu minorități de romi (5,81%) și maghiari (1,4%), iar pentru 13,35% nu se cunoaște apartenența etnică. Din punct de vedere confesional, majoritatea locuitorilor sunt ortodocși (77,11%), cu minorități de greco-catolici (4,17%), reformați (1,73%) și penticostali (1,49%), iar pentru 13,65% nu se cunoaște apartenența confesională.

## Politică și administrație
Comuna Râciu este administrată de un primar și un consiliu local compus din 13 consilieri. Primarul, Alin-Ciprian Belean[*], de la Partidul Național Liberal, este în funcție din octombrie 2020. Începând cu alegerile locale din 2024, consiliul local are următoarea componență pe partide politice:
|  | Partid                          | Consilieri | Componența Consiliului | Componența Consiliului | Componența Consiliului | Componența Consiliului | Componența Consiliului | Componența Consiliului | Componența Consiliului | Componența Consiliului | Componența Consiliului | Componența Consiliului |
|  | ------------------------------- | ---------- | ---------------------- | ---------------------- | ---------------------- | ---------------------- | ---------------------- | ---------------------- | ---------------------- | ---------------------- | ---------------------- | ---------------------- |
|  | Partidul Național Liberal       | 10         |                        |                        |                        |                        |                        |                        |                        |                        |                        |                        |
|  | Alianța pentru Unirea Românilor | 2          |                        |                        |                        |                        |                        |                        |                        |                        |                        |                        |
|  | Partidul Social Democrat        | 1          |                        |                        |                        |                        |                        |                        |                        |                        |                        |                        |

## Personalități
- Gheorghe Șincai (1754-1816), istoric și filolog

## Atracții turistice
- Biserica de lemn din Nima Râciului
- Biserica de lemn din Sânmartinu de Câmpie